# Objekt Forelle
Das „Objekt Forelle“, auch „Ausweichquartier Forelle“ genannt, war im Zweiten Weltkrieg ein Barackenlager auf dem Gelände der ehemaligen Fünf-Seen-Kaserne, damals Kaserne Stadtheide, in Plön/Holstein. Es war die alternative Schaltstelle der Marine-Nachrichtenverbindungen, vormals in der Funkstation Koralle einquartiert.
Die genaue Lage des Barackenlagers ist schwer zu identifizieren. Jedoch geht aus historischen Aufzeichnungen hervor, dass es direkt beim Suhrer See am Ortsausgang Richtung Eutin lag. Karl Dönitz, letzter Oberbefehlshaber der deutschen Wehrmacht, nutzte mit der letzten geschäftsführenden Reichsregierung zusammen Anfang Mai das Lager als Aufenthaltsort. Das Vordringen britischer Truppen auf Plön veranlasste Dönitz offenbar, am 2. Mai 1945 nach Flensburg-Mürwik auszuweichen, wo der sogenannte Sonderbereich Mürwik eingerichtet wurde.